# Annika Sjöö
Annika Sjöö, född 16 mars 1981, är en svensk professionell dansare. 
Hon har vunnit junior-SM i 10-dans två gånger. Sjöö har deltagit i tre säsonger av TV-programmet Let's Dance. Första gången hon deltog i tävlingen var 2007, där hon blev tvåa tillsammans med danspartnern Tobbe Blom. Under sin andra säsong i tävlingen 2008 blev det också en andraplats tillsammans med Tony Rickardsson. Det gick sedan ännu bättre 2009 då hon tävlade med Magnus Samuelsson och vann danstävlingen fredagen den 27 mars.
År 2011 publicerade Annika Sjöö sin debutbok Fröken Duktig: en självbiografi som handlar om prestationsångest.
Hösten 2016 tog Sjöö över som programledare för det på TV3 sända programmet Du är vad du äter.
I februari 2021 började hon som programledare för Morrongänget på Mix Megapol i Göteborg tillsammans med Peter Sandholt och Ingemar Allén.